# Schwach positiv definite Matrix
Eine schwach positiv definite Matrix ist eine reelle Matrix, deren reelle Eigenwerte alle positiv sind und deren Eigenvektoren ein Erzeugendensystem bilden. Man kann diese Matrizen äquivalent definieren, indem man sagt, dass die Matrix {\displaystyle W} reelle Einträge hat und man sie zerlegen kann in {\displaystyle W=XDX^{-1}}, wobei {\displaystyle X} eine beliebige invertierbare Matrix ist und {\displaystyle D} positive oder nichtreelle Diagonalelemente hat.
Daraus leitet sich eine Eigenschaft ab, dass schwach positiv definite Matrizen sich immer als Produkt zweier positiv definiter Matrizen schreiben lassen. Manche Autoren definieren so auch schwach positiv definite Matrizen. Das zeigt, dass jede positiv definite Matrix auch eine schwach positiv definite Matrix ist. Denn man kann jede positiv definite Matrix {\displaystyle A} mit der Einheitsmatrix {\displaystyle I} multiplizieren und erhält wieder die (schwach) positiv definite Matrix: {\displaystyle AI=A}.
Schwach positiv definite Matrizen werden bei der Lösung zeitabhängiger partieller Differentialgleichungen mit Hilfe des Runge-Kutta-Schemas angewendet.